# Heinz Otterson

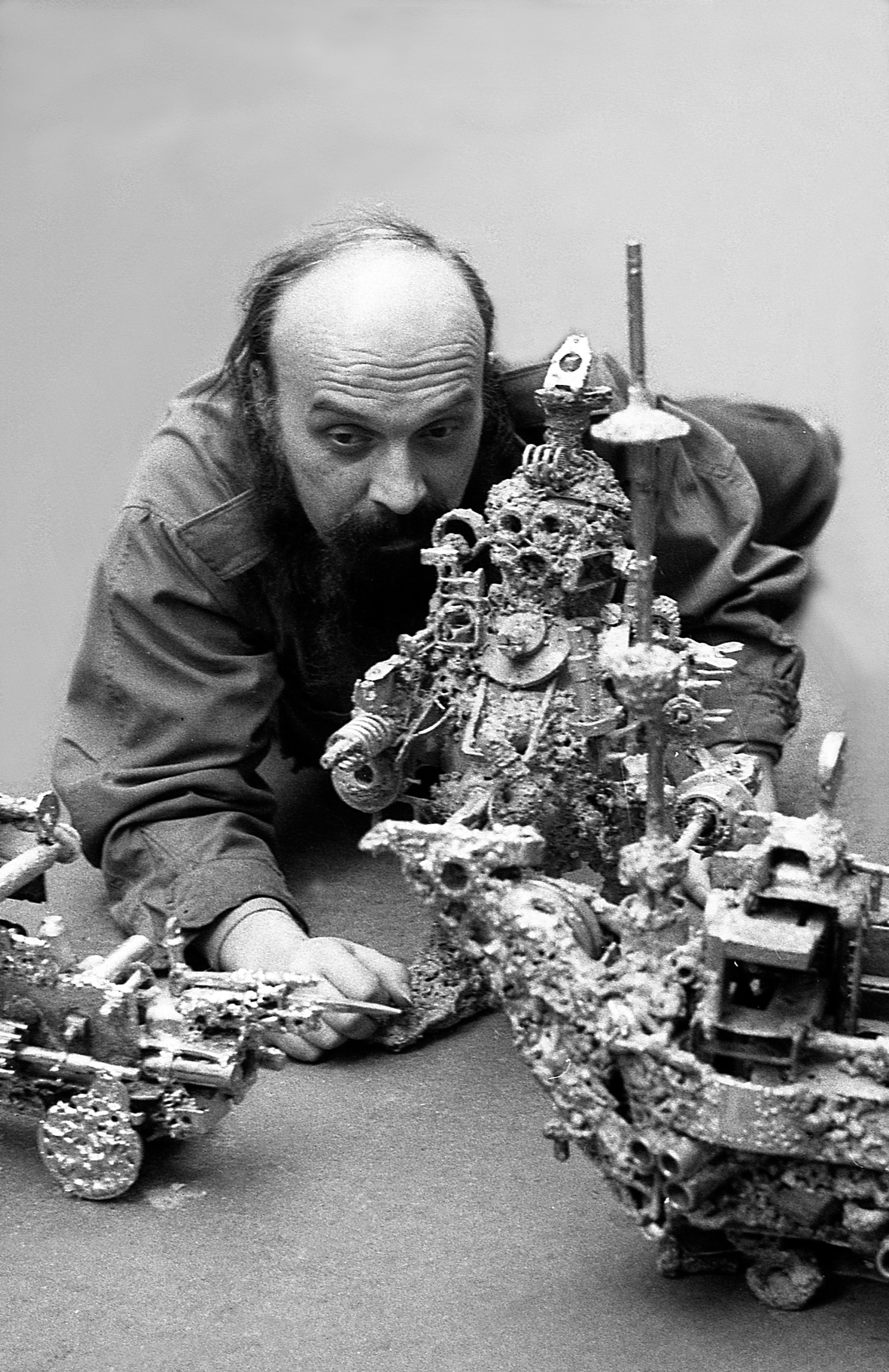
Heinz Otterson (1974)

Heinz Otterson (* 14. November 1928 in Berlin; † 5. Juni 1979 ebenda) war ein deutscher Maler, Zeichner, Bildhauer und Filmemacher.

## Leben
Heinz Otterson wuchs bei den Großeltern in Schlesien auf. 1946 studierte er an der Dresdner Akademie, ging 1952 nach Berlin und studierte von 1953 bis 1959 bei Friedrich Stabenau an der Staatlichen Hochschule für bildende Künste (HfbK), jetzt Universität der Künste (UdK), in Berlin.
Mit seiner ersten Frau übernahm er Anfang 1963 das Atelier von Günter Wirth in der Krumme Straße in Charlottenburg. Nach der Trennung von seiner Frau fand er in einer Schmiede im Hinterhof der Haubachstraße eine Bleibe, die er als Atelier nutzte. Günter Wirth bezog Ende 1963 eine 5-1/2-Zimmer-Wohnung in der Wundtstraße am Kaiserdamm und richtete sie als Galerie ein. Die erste Repräsentation galt Heinz Otterson. Der Kurier schrieb: „Biederer Bürgersmann lädt wildbärtigen Gesellen in seine geputzte Stube ein, um Bilder geordnet an den Mann zu bringen.“ Die „geputzte Stube“ war die Galerie Dagmar Wirth, die spätere Galerie Wirth Berlin.
Es folgten 1962 Ausstellungen in der Ladengalerie (deren erste Ausstellung) und im Forum-Theater, 1964 in der Galerie Gerda Bassenge, dann von 1965 bis 1973 diverse Ausstellungen in Tübingen, Stuttgart, Gießen und Berlin. 1973 erschien im Neuen Berliner Kunstverein ein umfangreicher Katalog von Heinz Otterson.

## Tod und Grabstätte

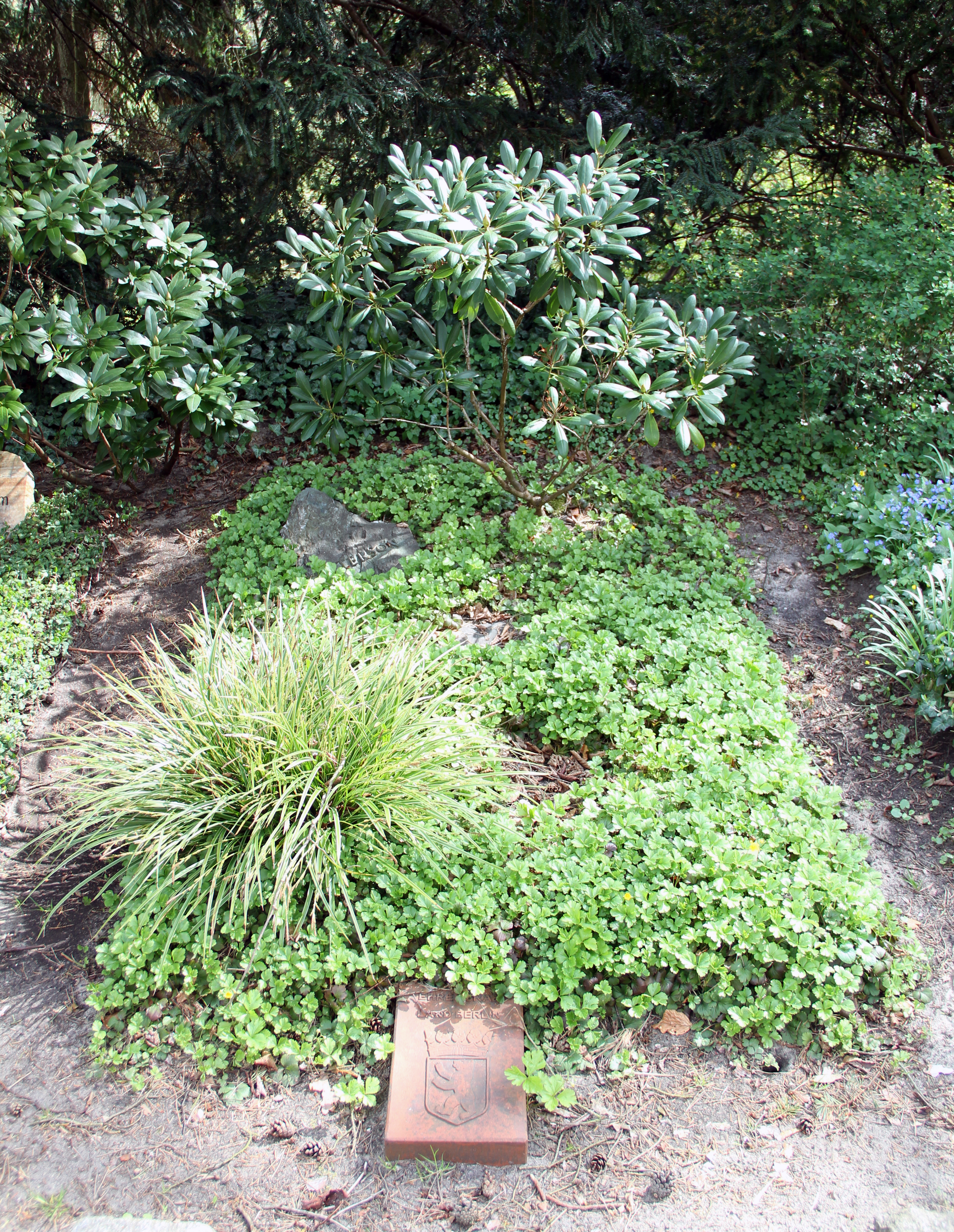
Ehrengrab von Heinz Otterson auf dem Friedhof Heerstraße in Berlin-Westend

Im Dezember 1978 erlitt Heinz Otterson einen schweren Herzinfarkt, von dem er sich nicht mehr vollständig erholte. Er starb am 5. Juni 1979 im Alter von 50 Jahren an Herzversagen in einem Berliner Krankenhaus, wo er wegen einer Lungenentzündung eingewiesen worden war. Die Beisetzung fand am 12. Juni 1979 auf dem landeseigenen Friedhof Heerstraße im heutigen Ortsteil Berlin-Westend statt.
Auf Beschluss des Berliner Senats ist die letzte Ruhestätte von Heinz Otterson (Grablage: 15-162) seit 2001 als Ehrengrab des Landes Berlin gewidmet. Die Widmung gilt für die übliche Frist von zwanzig Jahren, kann anschließend aber verlängert werden.

## Werk
Der breiteren Öffentlichkeit wurde Otterson hauptsächlich als Bildhauer bekannt, durch Metallkonstrukte, die er mit dem Schweißgerät aus Schrott anfertigte und ihm in der Berliner Öffentlichkeit den Titel „Schrotterson“ eintrugen. Die fantastisch anmutenden Skulpturen blieben entweder unbehandelt, wurden verchromt oder feuerverzinkt. Seine Zeichnungen, von denen er in täglicher Übung oft hunderte von ein und demselben Gegenstand anfertigte, hatten nach der Charakterisierung seines Freundes und Galeristen Ben Wagin ihren Ausgangspunkt in einer „schwarzweiß geschaffenen Räumlichkeit“, in die farbige Passagen behutsam „eingewebt“ wurden, um im Ergebnis nicht Perspekte und Raumillusion, sondern eine durch mehrfach überlagerte Gestaltung entstehende Bilddichte zu erzeugen.
Als Dichter schuf er betont naiv gehaltene, aber an Pointen, Sentenzen und auch Kalauern reiche „Schlichtheitsgedichte“, die mündlich im Freundeskreis kursierten, aber auch in kalligraphischer Niederschrift mit zeichnerischer Ausgestaltung des Hintergrundes in sein graphisches Werk eingingen. Als Herausgeber und Redakteur beteiligte er sich in den späten 1960er-Jahren auch mit zwei eigenen Heften (Nr. 4–5, 1964–1965/66) an der von Peter Neitzke, Rudolf Karl Schmidt und Wilhelm Kaltenborn gegründeten Zeitschrift für Kritik, Literatur und Kunst Das Heft und veranstaltete eigene Filmexperimente mit öffentlichen Vorführungen.

## Ausstellungen
| - Gruppenausstellungen - 1959 Graphikausstellung, Antwerpen - 1963 Klingspor-Museum, Offenbach Haus der Kunst, München - 1964 Haus am Waldsee, Berlin Deutscher Künstlerbund Wanderausstellung Galerie S (Ben Wagin) - 1965 Club Voltaire, Stuttgart Club Estre Armonica, Brüssel - 1966 Galerie im Europa-Center Jule Hammer, Berlin - 1967 „ars fantastica“ Schloss Stein Albrecht Dürer Gesellschaft, Nürnberg - 1968 Fantastische Kunst in Deutschland, Kunstverein Hannover - 1969 Erste Internationale Frühjahrsmesse, Berlin - 1971 Internationale Kunst- und Informationsmesse, Köln - 1972 Internationaler Markt für aktuelle Kunst, Duisburg Festival Art Exhibition, Lewisham, England - 1977 „Berliner Künstler“, Künstlerhaus Graz | - Einzelausstellungen - 1962 Ladengalerie, Berlin - 1963 Galerie Dagmar Wirth, Berlin - 1963 Forum-Theater, Berlin - 1964 Galerie Gerda Bassenge, Berlin - 1965 Galerie Im Zimmertheater Tübingen - 1966 Galerie Senatore Stuttgart - 1967 Galerie Sous-Sol, Gießen - 1968 Galerie Im Schinkelsaal, Berlin - 1970 Galerie S Ben Wagin, Berlin, Objekte - 1972 Galerie S Ben Wagin, Ölbilder und Aquarelle |

## Ausstellungskataloge (Auswahl)
- Forum Theater Berlin: Heinz Otterson. März 1963, Nr. 15.
- Eberhard Roters: Beiheft zur Ausstellung Heinz Otterson der Galerie Bassenge. September 1964
- Charly Leskie: Heinz Otterson. Graphische Blätter. Ausstellung der Galerie im Schinkelsaal, Benninkmeyerhaus, Berlin, 2.–25. Februar 1968. Kunstamt Reinickendorf, Berlin 1968
- Ralph Wünsche (Hrsg.): Ausstellung des Neuen Berliner Kunstvereins vom 9.–30. März 1974

## Rundfunk- und TV-Porträts
- 1965 SFB-Film: Heinz Otterson, ein Bildhauer
- 1967 Hessischer Rundfunk: Porträt Heinz Otterson
- 1967 ZDF Drehscheibe: Porträt Heinz Otterson